# Burnia
Genre
Burnia est un genre d'opilions dyspnois de la famille des Nemastomatidae.

## Distribution
Les espèces de ce genre sont endémiques d'Espagne. Elles se rencontrent au Pays basque et en Cantabrie dans des grottes.

## Liste des espèces
Selon World Catalogue of Opiliones (29/03/2023) :
- Burnia sexmucronata (Simon, 1911)
- Burnia spelaea Prieto, 2021

## Systématique et taxinomie
Ce genre a été décrit par Prieto en 2021 dans les Nemastomatidae.

## Étymologie
Ce genre est nommé en l'honneur de la Sociedad Espeleológica Burnia.

## Publication originale
- Prieto, 2021 : « Burnia spelaea gen. nov., sp. nov., the first eyeless nemastomatid from the Iberian Peninsula, with new records and generic reassignment of Nemastomella sexmucronata (Simon, 1913) (Opiliones: Dyspnoi: Troguloidea). » Revista Ibérica de Aracnología, no 38, p. 21–30.